# Partido de la Coalición Social Demócrata
El Partido de la Coalición Social Demócrata (PCSD), también conocido como PCSD Baboro, es un partido político ecuatoguineano.

## Historia
El partido inició su actividad política a comienzos de los años 90 con la introducción del pluripartidismo en Guinea Ecuatorial. La formación presentó la candidatura presidencial de su líder Buenaventura Monsuy Asumu en las elecciones de 1996, 2002, 2009, 2016 y 2022, obteniendo magros resultados en todos los casos. 
Históricamente, el PCSD ha mantenido posturas ambiguas entre el gobierno y la oposición al régimen de Teodoro Obiang Nguema. En sus inicios, fue un partido claramente opositor y se retiró de varios comicios denunciando fraude electoral. También algunos de sus militantes sufrieron represión por parte del régimen. No obstante, a partir de los años 2000 la formación adquirió una postura favorable al gobierno de Obiang, asumiendo Monsuy Asumu como  Ministro de Planificación y Desarrollo en 2003. Desde 2008 hasta 2017, el PCSD se presentó a las elecciones legislativas junto a otras formaciones opositoras en coalición al gubernamental Partido Democrático de Guinea Ecuatorial (PDGE).
Hasta 2022, el PCSD gozó de representación parlamentaria gracias a su alianza con el PDGE. Su líder, Buenaventura Monsuy, se desempeñó hasta 2022 como parlamentario en el Senado ecuatoguineano.